# فيتيم

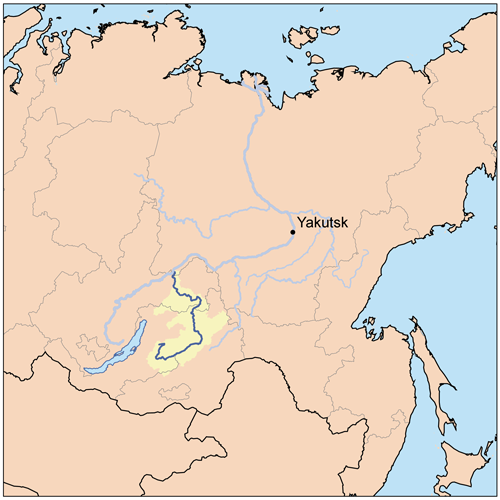
نهر فيتيم

فيتيم (بالروسية: Витим) هو نهر في جمهورية ياقوتيا في روسيا. وهو أحد روافد نهر لينا يتدفق في سيبيريا في جمهورية ذات حكم ذاتي من بورياتيا. يبلغ طول فيتيم 1978 كيلومتر مع مستجمع مائي مساحة 227,000 كيلومتر مربع تقريبا أكبر من المملكة المتحدة.
يغطي النهر الثلج من بداية نوفمبر وحتى العقد الثاني من مايو. صالح للملاحة في مجراه السفلي، على مسافة حوالي 280 كم، من التقائه مع لينا، إلى مدينة بوديبو.